# Медаль Льюиса Фрая Ричардсона
Медаль Льюиса Фрая Ричардсона (англ. Lewis Fry Richardson Medal)  — награда, присуждаемая Европейским союзом наук о Земле за вклад в изучение нелинейных процессов в науках о Земле. Названа в честь Льюиса Ричардсона. Вручается ежегодно с 1998 года. Премия включает в себя медаль и право прочитать лекцию (англ. Lewis Fry Richardson Medal Lecture). Дизайн медали разработал József Kótai.

## Лауреаты
Медалью были награждены:
- 1998: Владимир Исаакович Кейлис-Борок
- 1999: Реймонд Хайд[англ.]
- 2000: Бенуа Мандельброт
- 2001: Julian Hunt[англ.]
- 2002: Friedrich Hermann Busse[нем.]
- 2003: Uriel Frisch[англ.]
- 2004: Michael Ghil[англ.]
- 2005: Henk A.Dijkstra
- 2006: Roberto Benzi
- 2007: Ульрих Шуманн[нем.]
- 2008: Акива Моисеевич Яглом
- 2009: Stéphan Fauve
- 2010: Klaus Fraedrich[нем.][2]
- 2011: Catherine Nicolis
- 2012: Harry Swinney[англ.]
- 2013: Юрген Куртс[3]
- 2014: Olivier Talagrand
- 2015: Daniel Schertzer
- 2016: Peter L. Read
- 2017: Эдвард Отт
- 2018: Тим Палмер
- 2019: Shaun Lovejoy[4]